# Astolfo Serra
Astolfo Serra (Matinha, 22 de maio de 1900 — Rio de Janeiro, 19 de fevereiro de 1978) foi um ministro e escritor brasileiro.

## Biografia
Filho do professor Joaquim Inácio Serra e de Judite de Barros Serra, Astolfo Serra, fez o primário e o ginásio em São Luís e estudou depois no Seminário de Santo Antônio, pelo qual se formou em ciências eclesiásticas. Ordenou-se padre secular em março de 1925, tornando-se vigário de Mirador, onde fez contato com a Coluna Prestes quando da passagem desta pela pequena cidade.
A partir de 1929 militou na Aliança Liberal  e no ano seguinte participou da Revolução de 1930, o que lhe rendeu a nomeação para interventor federal no Maranhão pelo Governo Provisório de Getúlio Vargas. Empossado no dia 9 de janeiro de 1931, em substituição ao major Luso Torres, mandou prender elementos oposicionistas sob a acusação de serem comunistas e agitadores, criando dessa forma um clima de instabilidade na política estadual. Em maio renunciou aos votos eclesiásticos e em julho foi suspenso de suas ordens pelo arcebispo do Maranhão, Dom Otaviano Pereira de Albuquerque, que se opunha a seu governo. Em agosto transmitiu a interventoria ao comandante do 24º Batalhão de Caçadores, tenente-coronel Joaquim Guadie de Aquino Correia, que ficaria no cargo até a escolha do novo interventor.
Durante o Estado Novo mudou-se para o Rio de Janeiro, então Distrito Federal, onde foi nomeado em 1942 diretor do Departamento de Turismo e Publicidade da Estrada de Ferro Central do Brasil. Após a redemocratização do país, foi diretor do Departamento Nacional do Trabalho, de fevereiro a novembro de 1946, e presidente da Comissão Técnica de Orientação Sindical do Ministério do Trabalho, Indústria e Comércio, de fevereiro e setembro do mesmo ano, além de exercer, interinamente, a presidência da Comissão de Imposto Sindical desse órgão. Foi também presidente da Comissão de Enquadramento Sindical, no mesmo ministério, e membro da Comissão Permanente de Direito Social, onde ficou até 1947. Em 1949 foi nomeado ministro do Tribunal Superior do Trabalho (TST), do qual foi presidente em 1964. Em 1966 tornou-se corregedor-geral da Justiça do Trabalho.
Faleceu no Rio de Janeiro em 19 de fevereiro de 1978.

## Obras
- Gleba que canta (1927)
- Profetas de fogo (1928)
- Terra enfeitada e rica (1941)
- Caxias e seu governo civil na província do Maranhão  (1943)
- A vida simples de um professor de aldeia (1944)
- A vida vale um sorriso (1945)
- Guia histórico e sentimental de São Luís do Maranhão  (1965)
- A balaiada (1966)
- Manipueira (s/d)
- Caricatura de uma campanha política (s/d)
- Depoimentos para a história política do Maranhão e Vértice (s/d)